# Buathra divisoria
Buathra divisoria är en stekelart som först beskrevs av Tschek 1872.  Buathra divisoria ingår i släktet Buathra och familjen brokparasitsteklar. Arten är reproducerande i Sverige. Inga underarter finns listade.